# Larisa Iordache
Larisa Iordache (Boekarest, 19 juni 1996) is een Roemeens toestelturnster. Ze hielp het Roemeense team mee aan een bronzen medaille in de landenmeerkamp op de Olympische Spelen van 2012.

## Biografie
Iordache begon op haar vijfde te turnen. In 2010 nam ze deel aan de Europese Jeugdkampioenschappen in Birmingham waar het Roemeense team tweede werd. Zelf haalde ze een gedeelde gouden medaille op de vloer en een zilveren op de evenwichtsbalk. Ook het zilver in de meerkamp was voor haar. Op de Roemeense kampioenschappen dat jaar won ze goud in de meerkamp. Ook in 2011 bleef ze goede internationale prestaties neerzetten. Op het Europees Olympisch Jeugdfestival in Trabzon hielp ze het team mee aan een zilveren medaille terwijl ze zelf de meerkamp won. Ook met de paardsprong en de brug ongelijk won ze zilver en op de balk en vloer pakte ze het goud.

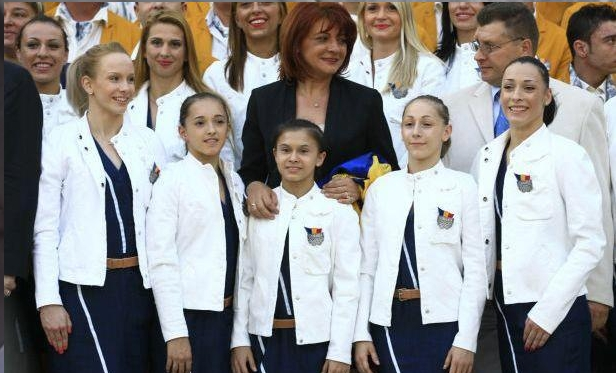
Het Roemeens olympisch turnteam voor de Spelen in Londen met Larisa Iordache tweede van links

In 2012 werd ze derde in de meerkamp op de Amerikaanse Beker in New York. Ze nam ook deel aan de wereldbeker in Doha en eindigde er vierde aan de brug. Later dat jaar won ze in Cholet het goud in de meerkamp met het team en individueel. Op de Europese kampioenschappen turnen voor vrouwen in Brussel werd het Roemeense team met haar opnieuw eerste, terwijl Iordache goud won op de vloer en zilver op de balk. Iordache werd toegevoegd aan haar lands olympische ploeg, maar kreeg last van een plantaire fasciitis. Ze hielp het team mee aan een bronzen medaille in de meerkamp. Zelf nam ze deel aan de meerkamp en de brug ongelijk, waar ze respectievelijk negende en zesde eindigde.